# Leo Scheffczyk
Leo Scheffczyk, né le 21 février 1920 à Beuthen (Bytom), en Allemagne (sur un territoire se trouvant aujourd'hui en Pologne) et décédé le 8 décembre 2005, était un cardinal allemand.

## Repères biographiques

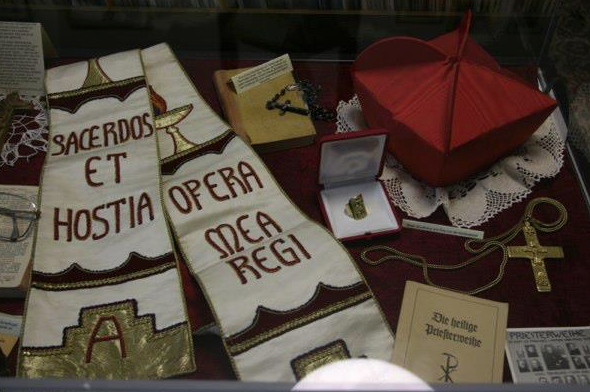
Étole, croix pectorale, barrette et autres objets de dévotion du cardinal Scheffczyk

### Prêtre
Leo Scheffczyk a été ordonné prêtre le 29 juin 1947 par le cardinal Michael von Faulhaber pour le diocèse de Munich.
Tout en exerçant son ministère sacerdotal comme chapelain puis curé de paroisse, il a été nommé dès 1948 vice-recteur du séminaire de Königstein.
Après avoir obtenu un doctorat en théologie, il enseigne à Tübingen puis à Munich jusqu'en 1985.
Théologien renommé, il a écrit plus de 80 livres et 500 articles.
Il a été consultant du Conseil pontifical pour la famille et de la commission sur la foi de la conférence épiscopale allemande.

### Cardinal
À 81 ans, il a été créé cardinal, non électeur, par Jean-Paul II lors du consistoire du 21 février 2001 avec le titre de cardinal-diacre de S. Francesco Saverio alla Garbatella.
Il est décédé le 8 décembre 2005.